# Anacamptodes pallida
Anacamptodes pallida là một loài bướm đêm trong họ Geometridae.